# غريغوري وايت سميث
غريغوري وايت سميث (بالإنجليزية: Gregory White Smith)‏ هو كاتب أمريكي، ولد في 4 أكتوبر 1951 في إثاكا في الولايات المتحدة، وتوفي في 10 أبريل 2014 في أيكن في الولايات المتحدة.

## وصلات خارجية
- غريغوري سميث على موقع IMDb (الإنجليزية)
- غريغوري سميث على موقع قاعدة بيانات الفيلم (الإنجليزية)